# Sırrı Süreyya Önder
Sırrı Süreyya Önder   (Adıyaman, 7 de juliol de 1962 - Istanbul Florence Nightingale Hospital, 3 de maig de 2025) va ser un director de cinema, actor, guionista, columnista i polític turc d'ascendència turcmana. Elegit per al parlament en 2011 com a independent pel Partit Pau i Democràcia (BDP). Va concórrer a les eleccions municipals 2014 com a candidat a l'alcaldia d'Istanbul per Partit Democràtic del Poble (HDP), partit germà del BDP, quedant tercer amb 412.875 vots (4,83%). A les eleccions generals de el 7 de juny de 2015 va ser triat diputat pel 1er districte electoral de la província d'Ankara.

## Biografia
Önder va néixer el 7 de juliol de 1962, a l'est d'Anatòlia a la ciutat de Adiyaman, fill d'un barber, qui va ser el fundador i líder de l'oficina provincial del Partit dels Treballadors de Turquia de Behice Boran durant la dècada de 1960. El seu pare va morir de cirrosi quan Önder tenia vuit anys d'edat. La seva mare es va traslladar amb ell i els seus quatre germans petits a casa del seu avi. Per mantenir la seva família, mentre encara anava a l'escola, va començar a treballar com a aprenent en una botiga de fotografia i va continuar-hi fins que va completar el desè curs de l'escola secundària.
Als setze anys va començar a guanyar més diners treballant per al programa nacional d'erradicació de la malària. Es va involucrar en el moviment sindical i això el va portar a ser acomiadat.
El 1980 es va matricular a la universitat d'Ankara per estudiar ciències polítiques. Durant el segon curs es va unir a un moviment estudiantil polític per protestar contra la junta militar que havia realitzat el cop d'estat del 12 setembre 1980. Va ser detingut i condemnat a dotze anys de presó per càrrecs de pertinença a una organització il·legal. Va ser empresonat en presons saturades com Mamak, Ulucanlar i Haymana.
El 2010 va començar carrera com a columnista al diari BirGün. Després va continuar escrivint al diari Radikal. amb el suport del Partit Pau i Democràcia (BDP) en les eleccions parlamentàries de l'any 2011, es va presentar com a independent. Elegit com a diputat per Istanbul, després es va afiliar al BDP. Després d'entrar al parlament, va renunciar al seu lloc al diari Radikal. Actualment escriu per Özgür Gundem.
Va estar involucrat en les protestes del parc Taksim Gezi de 2013 i va ser hospitalitzat després de ser colpejat per un cartutx de gas lacrimogen. Önder també va estar a la presó per donar suport a Abdullah Öcalan.

## Carrera
La seva pel·lícula de l'any 2006 La Internacional va ser guardonada amb el Premi a la Millor Imatge de 2007 al Festival de Cinema Internacional d'Adana Golden Boll i va participar al 29è Festival de Cinema de Moscou.

### Filmografia
- 2006 - The International, director, guió, banda sonora i actor - Premi a la Millor Imatge 2007 al Festival Internacional de Cinema de Adana Golden Boll
- 2006 - Sis veu Gece, actor
- 2008 - Oh ... Çocukları, guionista
- 2008 - Kalpsiz Adam, guionista assessor
- 2009 - Ada: Zombilerin Düğünü, (actor convidat)
- 2009 - A Ajdar Kapanı, actor
- 2010 - Mar, actor convidat
- 2011 - Yeralti, actor
- 2012 - F Tipi film, director
- 2013 - Dügün Dernek, actor